# Священна ліга (1594)
Священна ліга (ісп. Liga Santa, італ. Lega Santa) — військовий союз християнських європейських країн 1594 року заснований за ініціативи Климента VIII спрямований проти Османської імперії під час Тринадцятирічної війни (1591—1606). Метою союзу було вигнання турків з Європи.
Досягнути запланованої мети цій Священній лізі не вдалося, втім її військові дії зупинили подальші османські завоювання в Європі.